# Prager Burg
Die Prager Burg (tschechisch Pražský hrad) ist die ehemalige Residenz der Könige von Böhmen im Hradschin (Burgviertel) in der tschechischen Hauptstadt Prag. Mit einer Fläche von fast 70.000 Quadratmetern ist sie die größte geschlossene Burganlage der Welt. Sie wurde im 9. Jahrhundert erbaut und hat seither ihr Aussehen stark verändert: Generationen von Baumeistern verschiedener Baustile waren daran beteiligt, die einzelnen Etappen der Geschichte hinterließen ihre Spuren. Sie war Residenz der Könige von Böhmen, zweier Kaiser des Heiligen Römischen Reiches und der Präsidenten der Tschechoslowakei. Heute ist sie Sitz des Präsidenten von Tschechien. Inmitten der Prager Burg befindet sich der Veitsdom.

## Geschichte und Baugeschichte der Prager Burg

### Einleitende Bemerkungen zur Begrifflichkeit

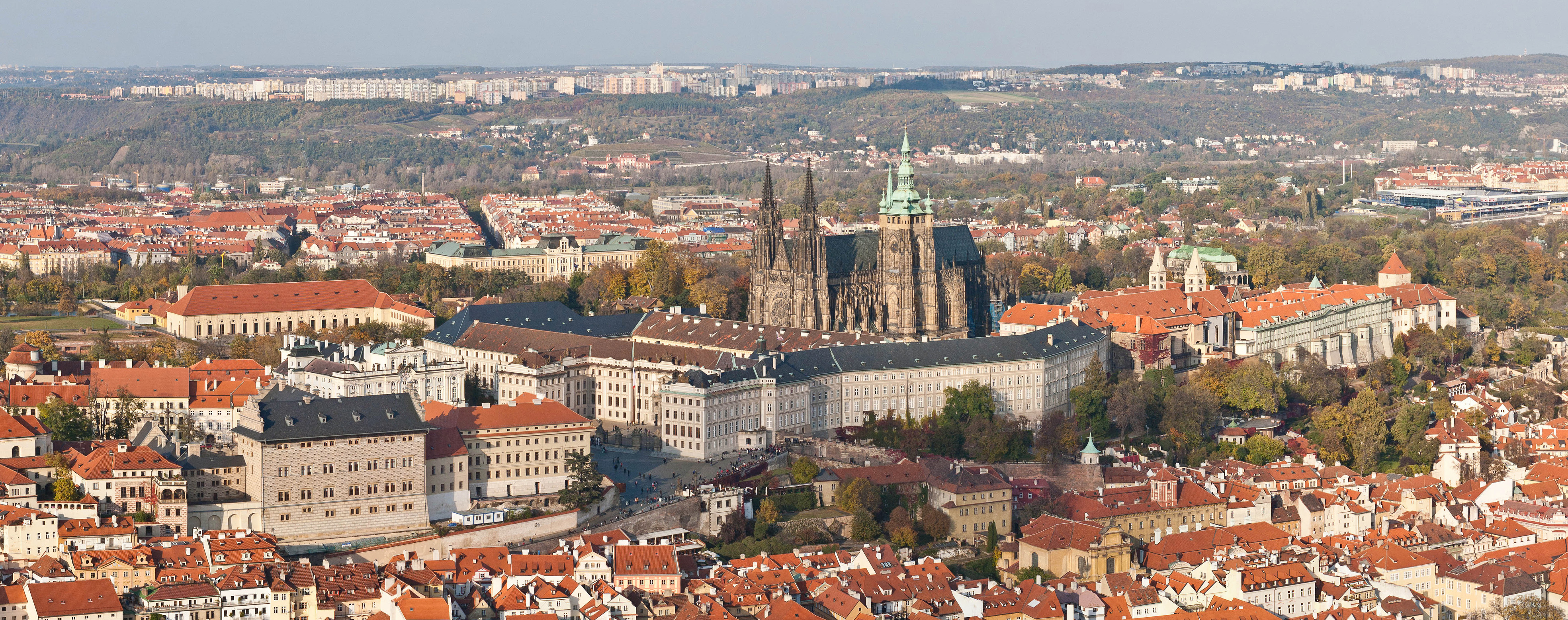
Panorama von Südwesten

Die eigentliche Burg (hrad), der geschützte Wohnsitz des Herrschers, umfasste das Areal am Hradschiner Bergsporn von seinem Ostende – der so genannten Opyš – bis zu einem natürlichen Graben, der im frühen Mittelalter die Anhöhe an der Stelle des heutigen Eingangstores quer teilte. Der zentrale Teil der Burg wird in der Forschung als Akropolis bezeichnet. An die frühmittelalterliche Hauptburg schloss sich im Westen die Vorburg (předhradí) an. Der ebenfalls dicht besiedelte und zur Burg gehörende Raum der heutigen Prager Kleinseite wird Suburbium (podhradí) genannt.
Die Entwicklung der Prager Burg im Früh- und Hochmittelalter kann auf Grund archäologischer Befunde und Funde nach den Hauptetappen des Aufbaus der Befestigung in vier Phasen A–C, vom 9. bis zum 12. Jahrhundert, unterteilt werden. In der dritten Phase wurden jedoch lediglich verschiedene, nicht unbedingt gleichzeitige Umbauten der Befestigung B1 aus der zweiten Phase vorgenommen, weshalb diese als B2-Bx bezeichnet werden.

### Die Anfänge der Burg im 9. Jahrhundert – erste Phase (A)

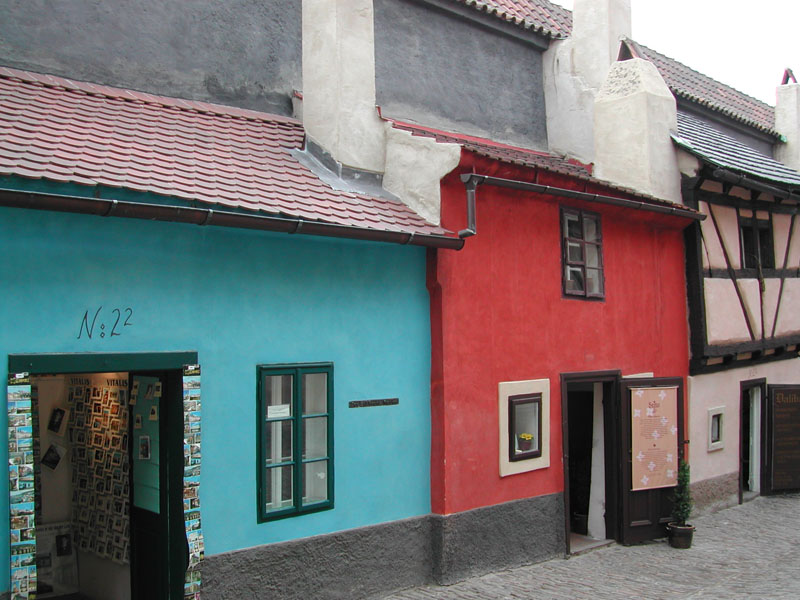
Kafkas Haus Nr. 22 im Goldenen Gässchen

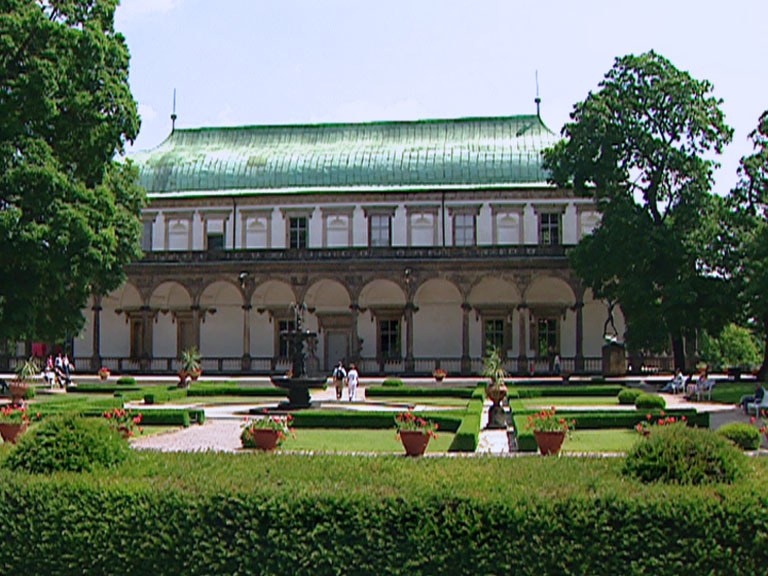
Belvedere oder Lustschloss der Königin Anna im östlichen Königsgarten

Die älteste schriftliche Erwähnung der Prager Burg ist die Nachricht über die Gründung der St.-Marien-Kirche durch den ersten historisch belegten Přemyslidenfürsten Bořivoj noch vor dem Jahr 885. Der zentrale und östliche Teil des Bergsporns war jedoch bereits vor dem Aufbau der ältesten Holz-Erde-Befestigung und dem Einsetzen der schriftlichen Quellen am Ende des 9. Jahrhunderts besiedelt und durch einen quer über den Sporn verlaufenden, über 4 m breiten Graben gesichert, der unter dem Nordteil der späteren quer verlaufenden Hauptbefestigung erhalten blieb. Wahrscheinlich wurde der Graben von einem Zaun begleitet. Zum natürlichen Schutz des Bergsporns gehörten seine Abhänge, die vermutlich durch eine einfache Holzbefestigung, zum Beispiel eine Palisade, begleitet wurden, sowie eine quer verlaufende Schlucht an der Stelle des heutigen Eingangs in das Burgareal. Die älteste Siedlungsphase, die spätestens in der Mitte des 9. Jahrhunderts einsetzte, wurde durch den Aufbau der Holz-Erde-Mauer spätestens in den ersten zwei Jahrzehnten des 10. Jahrhunderts (vor 908-917) beendet.
In dieser Phase ist auch die St.-Marien-Kirche gegründet worden, die westlich der Hauptbefestigung wiederentdeckt wurde. Eine direkte Beziehung zwischen der Befestigung und der Kirche ist allerdings archäologisch nicht nachgewiesen.

### Die erste bekannte Burgmauer aus der Zeit um 900 – zweite Phase (B1)
Bei einem ersten großangelegten Umbau wurde eine Holz-Erde-Mauer, das heißt eine 5 und 6 m breite, mit Lehm gefüllte Rostkonstruktion, mit einer steinernen Frontblende errichtet, die an mehreren Stellen der Burg ausgegraben werden konnte. Dieser Konstruktionstyp war im Gebiet des Großmährischen Reiches und in der gleichen Zeit oder später auch in Böhmen bekannt, darüber hinaus jedoch an der gesamten östlichen Flanke des Fränkischen Reiches, das heißt auch in Mitteldeutschland und Nordostbayern, verbreitet gewesen. Anders als zunächst von Borkovský und anderen Archäologen angenommen, handelt es sich nicht um eine leichtere Befestigung zwischen der Hauptburg und der als westliche Vorburg bezeichneten Fläche, sondern der Ausbau der Mauer bedeutete eine grundlegende Veränderung der Přemyslidenresidenz. Die Balken in der Frontmauer aus Eichenholz wurden nach den dendrochronologischen Analysen in einem Intervall zwischen der zweiten Hälfte des 9. Jahrhunderts und dem ersten Drittel des 10. Jahrhunderts, spätestens aber im Jahr 917, gefällt und verbaut.

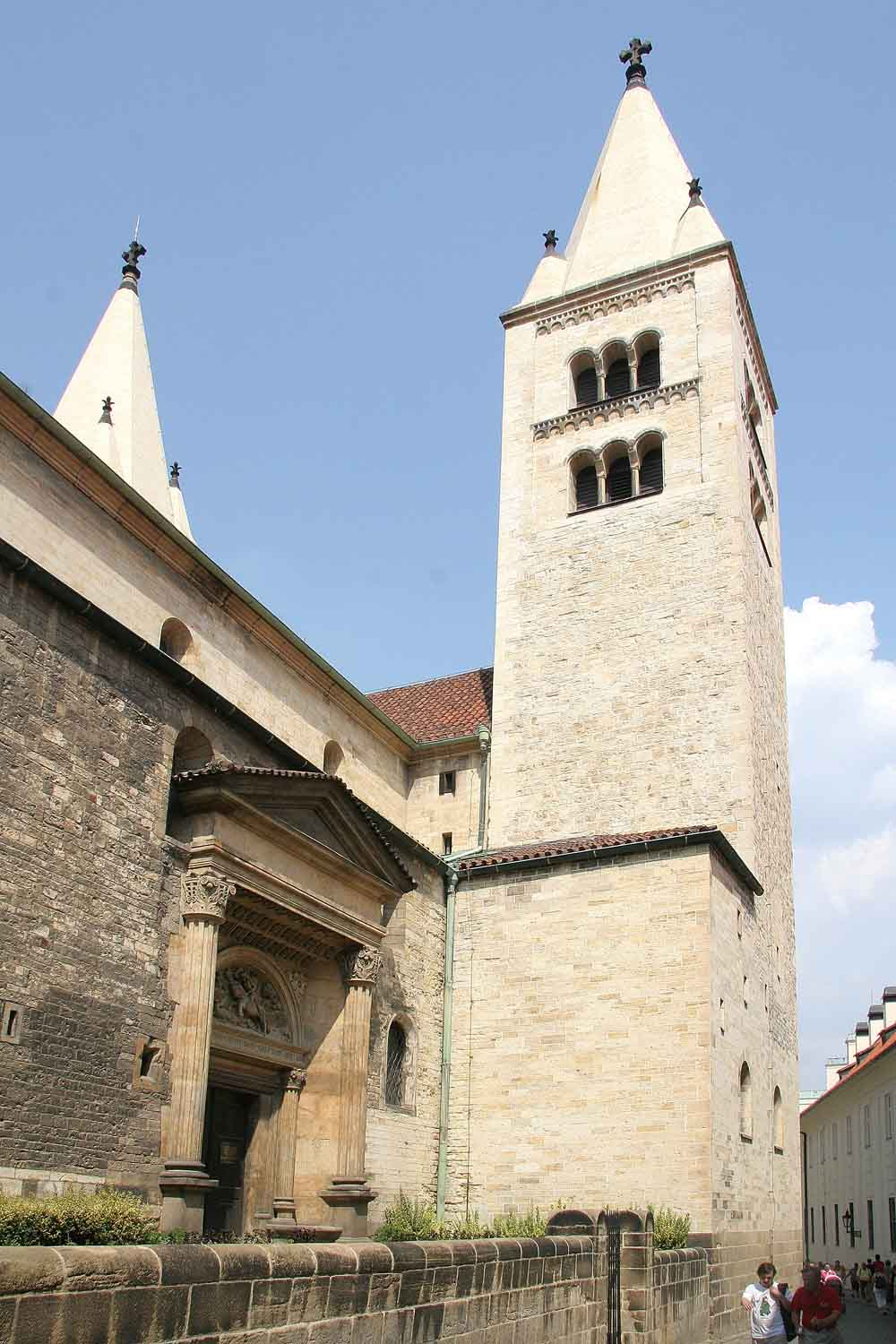
Romanischer Ostteil der St.-Georgs-Basilika

Damit kann man den Aufbau der mächtigen Befestigung hypothetisch noch mit Bořivoj in Beziehung setzen (das heißt vor 890). Wahrscheinlicher war es aber sein Nachfolger Spytihněv (895-915), der die Burg zu dem mittelböhmischen Zentrum der Přemysliden ausgebaut hat. Einen Einfluss könnten die Beziehungen zum Großmährischen Reich beziehungsweise unmittelbar Svatopluks großmährisches Intermezzo (890-894) ausgeübt haben.
Noch heute wird häufig davon ausgegangen, dass vor dem Bau der Prager Burg die Burg Levý Hradec eine zentrale Funktion besessen hätte und sie als direkter Vorgänger der Prager Burg in Bezug auf die Residenzfunktion zu betrachten ist. Nach den neuesten archäologischen Untersuchungen und Aufarbeitungen der Altfunde beider Burgen muss dies jedoch in Frage gestellt werden, so dass die Prager Burg wahrscheinlich von Beginn an das Zentrum der Přemyslidenherrschaft war.

### Weitere Kirchenbauten im 10. Jahrhundert
Der zweite Kirchenbau ist die vor 920 von Fürst Vratislav I. (915-921) gestiftete St.-Georgs-Basilika (Bazilika svatého Jiří) im Ostteil der Burg. Als dritter Sakralbau entstand vielleicht auf Anregung des Fürsten Wenzel I. (921-935) zu Anfang der 930er Jahre die St.-Veits-Rotunde. Die Gründungen der beiden bedeutenden kirchlichen Institutionen in den beiden Teilen des zentralen Areals gehören wahrscheinlich noch zu der Burgbefestigung aus der Zeit um 900.

### Der Umbau der Befestigung vor 1055 – dritte Phase (B2–Bx)
Weitere schriftliche Nachrichten zur Befestigung der Burg liegen dann erst wieder für die Zeit der Regierung Břetislav I. vor 1055 vor.
An einigen Stellen unter dem Nordtrakt, III. Burghof und Alten Königspalast konnten verschiedene Umbauphasen der Burgbefestigung festgestellt werden. Die jüngere Mauer war wesentlich breiter (bis zu 12 m) und in der Konstruktion variabler, zumeist aber ebenfalls als Holz-Erde-Mauer oder einer ihr ähnlichen Konstruktion ausgeprägt. Auffällig ist jedoch die Verwendung einer größeren Menge von Steinen im Mauerkörper. Am Nordhang des Bergsporns fand man einen 650 cm breiten steinernen Mauerkörper ohne andere Konstruktionselemente. Der Wechsel der Bauform der jüngeren Mauer auf dem Nordhang zu einer komplett in Stein aufgeführten Trockenmauer ist so deutlich, dass es sich vermutlich nicht nur um eine lokale Veränderung, sondern um einen größeren Umbau handelt. Auf dem Südhang ist solch eine Steinmauer nicht nachgewiesen. Für die jüngere Befestigung am Südhang hat man die in situ gefundenen Hölzer dendrochronologisch in die 890er Jahre bis in das erste Drittel des 10. Jahrhunderts datiert; das jüngste Holz wurde nach 921 gefällt. Von den bereits bei früheren archäologischen Untersuchungen geborgenen und aufbewahrten Hölzern aus diesem Kontext datiert das jüngste nach 939. Gerade bei diesen Hölzern waren jedoch die jüngsten Jahresringe nicht mehr erhalten, so dass das letztendliche Fälldatum der Bäume auch etwas später liegen kann. Die jüngeren Ausbauten, insbesondere die steinerne Mauer, können daher hypothetisch mit einem umfangreicheren Umbauplan verbunden und dieser wiederum mit der Nachricht über eine umfangreiche Rekonstruktion der Befestigung noch vor 1055 in Verbindung gebracht werden.

### Die Verlegung des Herrschersitzes auf den Vyšehrad
Der Fürst und erste böhmische König Vratislav II. verlegte um 1070 seine Residenz von der Prager Burg auf den Vyšehrad, wahrscheinlich auf Grund von Machtstreitigkeiten mit seinem Bruder Bischof Jaromír. Die Burg blieb jedoch weiterhin Sitz der Bischöfe von Prag.

### Der romanische Umbau unter Soběslav I. nach 1135 – vierte Phase (C)
Ein groß angelegter romanischer Umbau zu einer Steinburg erfolgte unter der Regierung Soběslavs I. im Jahr 1135 parallel zu einem Ausbau des Vyšehrads. Wahrscheinlich kehrte bereits Soběslav am Ende seiner Herrschaft wieder auf die Prager Burg zurück, spätestens aber sein Nachfolger Vladislav II. (1140–1172).
In diese Zeit fällt insbesondere die Errichtung einer 3 m breiten Quadersteinmauer. Entsprechend wurde diese in der Forschung zumeist mit den Namen romanische Mauer (románská hradba) oder Soběslaver Mauer (soběslavská hradba) belegt.

### Der Ausbau der Burg unter Karl IV. in der Mitte des 14. Jahrhunderts
1303 war die Burg durch einen verheerenden Großbrand zerstört worden, und die Königsresidenz blieb ungenutzt. Mit dem Antritt der Luxemburger auf dem böhmischen Königsthron begann 1310 eine neue bedeutende Etappe in der Geschichte der Burg. Noch während der Regierungszeit seines Vaters Johann des Blinden ließ Karl IV. die Burg im Jahr 1333 wiederaufbauen. Zunächst wurde der Königspalast erneut umgestaltet. Elf Jahre später wurde auf sein Bemühen hin das Bistum Prag zum Erzbistum erhoben. Daraufhin begann 1344 der Neubau der St.-Veits-Kathedrale (chrám Svatého Víta).
Bereits unter seinem Sohn Wenzel IV. erlosch das Interesse an der Burg wieder. Dieser ließ sich am östlichen Ausgang der Altstadt einen neuen Königshof erbauen, in den er 1383 übersiedelte und der bis 1484 als Residenz der böhmischen Herrscher diente. Südlich der Zeltnergasse (Celetná) stand unweit auch der Palast der Königin. Eine weitere kleine gotische Burg für Wenzel IV. entstand ab 1380 auf einem Bergvorsprung über dem Moldauufer westlich der Pfarrkirche St. Wenzel von Zderaz (Kostel sv. Václava na Zderaze) in der Prager Neustadt. Eine dritte von mehreren Burgen des Königs war die heute ebenfalls im Prager Stadtgebiet liegende Burg Nový hrad u Kunratic (deutsch auch Burg Wenzelstein).

### Die Burg in der Spätgotik und der Renaissance
Nach dem Aussterben der Luxemburger und einem kurzen Habsburgischen Intermezzo traten die Jagiellonen, die schon die polnischen Könige stellten und bald darauf auch den ungarischen Königsthron gewinnen sollten, deren Erbe an. Unter Vladislav II. Jagiello, seit 1471 König von Böhmen und ab 1490 auch von Ungarn, hielt die Renaissance Einzug in Mitteleuropa. Die Burg wurde ausgebaut und der Hof siedelte ein Jahr nach dem Prager Volksaufstand von 1483 vom Königshof in der Altstadt in die Burg zurück.
Von 1490/1493 bis 1502 errichtete der Baumeister Benedikt Ried den Vladislavsaal, den wohl bedeutendsten Saalbau der Renaissance nördlich der Alpen. Er wurde auf den hochmittelalterlichen Saal des Königspalastes aufgesetzt und das romanische Erdgeschoss somit zum zweiten Untergeschoss (Keller) degradiert. Es handelt sich um eine reizvolle Mischung aus Renaissanceteilen und spätgotischen Elementen wie dem aufwendigen Rippengewölbe, das einen gewaltigen Raum überspannt. Mit diesem Gewölbe wird die Schwere des Raumes aufgehoben, und der Raumcharakter wird zu einer spielerischen Leichtigkeit in der Formgebung umgestaltet. Solche Schlingrippen fanden in Europa weite Verbreitung und sind in dessen Folge auch in der Pfarrkirche Weistrach zu finden. Des Weiteren besteht die Prager Burg aus Portalen und außerordentlich großen Fenstern mit Renaissanceprofilen, die zu den frühesten Beispielen nördlich der Alpen gehören (inschriftlich auf 1493 datiert).
Vergleichbar ist nur der wesentlich jüngere Saalbau der Münchner Residenz (1568–71), das sogenannte Antiquarium.
Die letzte mittelalterliche Blütezeit hielt bis zum Tod seines Sohnes Ludwig II. 1526 an. 1541 wurde die Burg erneut bei einem Großbrand zerstört. Unter dem kunstsinnigen Kaiser Rudolf II., der von 1583 bis zu seinem Tod 1612 im Hradschin umgeben von Gelehrten und Künstlern Hof hielt, erlebte die Burg eine letzte Blütezeit vor dem Dreißigjährigen Krieg.

Die Prager Burg 1598

### Dreißigjähriger Krieg

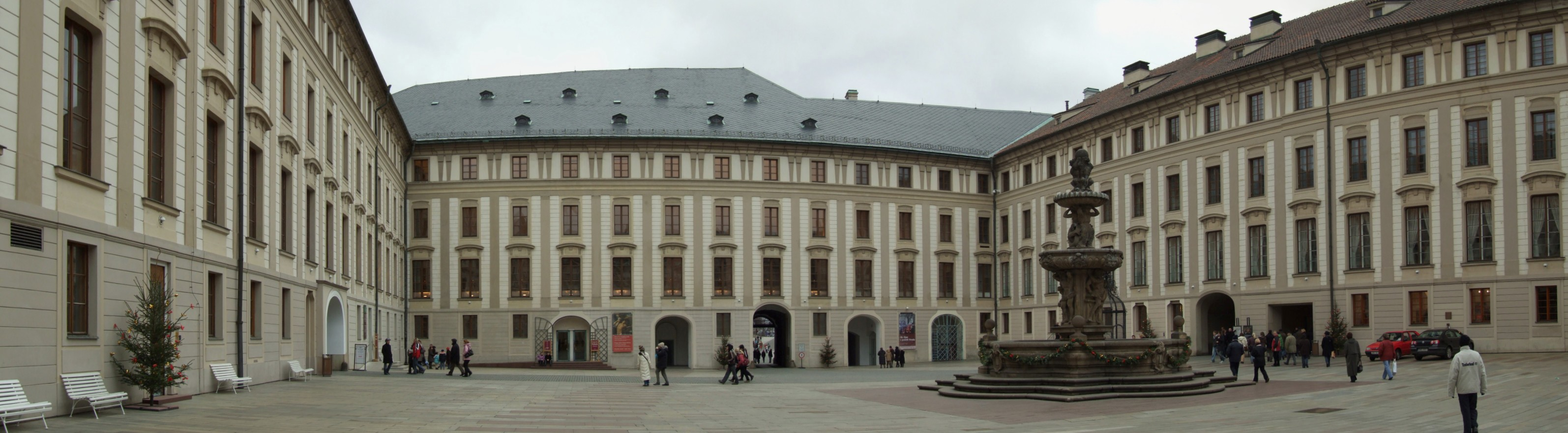
Der zweite Burghof mit dem Neuen Königspalast und dem Kohl-Brunnen.

Im Ludwigsflügel aus dem 16. Jahrhundert befindet sich der Raum, aus dessen Fenstern die Statthalter des Kaisers Ferdinand II. 1618 geworfen wurden.
Dieser Zweite Prager Fenstersturz markierte den Beginn des Aufstands der böhmischen Protestanten gegen die katholischen Habsburger und wird oft als Anfang des Dreißigjährigen Krieges bezeichnet. In der Prager Burg residierte für kurze Zeit der böhmische Winterkönig Friedrich von der Pfalz zusammen mit seiner Frau Elisabeth Stuart, bis er 1620 nach dem Zusammenbruch seiner Herrschaft in der Schlacht am Weißen Berg fliehen musste. Kurz vor Ende des Krieges im Juli 1648 überrumpelte der schwedische General Hans Christoph von Königsmarck zu Beginn der Belagerung von Prag die Kleinseite und die Burg. Im Namen der Königin Christina von Schweden veranlasste er den Prager Kunstraub und versuchte bis zum Abschluss des Westfälischen Friedens von hier aus vergeblich, den Rest der Stadt zu erobern.

### Das 18. und 19. Jahrhundert
Der Eingangshof wurde 1753 bis 1775 von Nicolo Pacassi für Maria Theresia neu erbaut. Im 19. Jahrhundert lebte Kaiser Ferdinand I. hier, nachdem er 1848 die Regierung an seinen Neffen Franz Joseph abgegeben hatte. Zu anderen Zeiten fungierte der Kaiserpalast als Kaserne. Mit kurzen Unterbrechungen war die Burg somit 400 Jahre lang eines der Machtzentren der Habsburger. In dieser Zeit diente auch als Gefängnis. In Folge des Prager Pfingstaufstand waren hier u. a. Bakunin und Wenzel Karl Ernst eingesperrt.

### Die Prager Burg im 20. Jahrhundert
Nach 1919 wurde die Burg zum Sitz des Präsidenten der Tschechoslowakischen Republik umgebaut, wobei die Niveaus der Burghöfe und deren Pflasterung verändert wurden. Im Auftrag von Präsident Tomáš Garrigue Masaryk war der bedeutende slowenische Architekt Josef Plečnik Leiter der Adaptierungs- und Umgestaltungsarbeiten.
In diesem Zusammenhang kam es 1925–1929 zu den ersten systematischen mittelalterarchäologischen Untersuchungen in Böhmen durch K. Fiala und Karel Guth. Die Ausgrabungen wurden ab den 1930er Jahren durch Ivan Borkovský fortgesetzt. Rettungsgrabungen in den 1980er und 1990er Jahren unter der Leitung von Jan Frolík erbrachten neue Erkenntnisse und führten zur Ergänzung der bisherigen Vorstellungen über die Anfänge und Entwicklung des frühmittelalterlichen Befestigungssystems und oft auch zu ihrer Revision. In den letzten Jahren konnte die Bearbeitung der seit 1925 laufenden Ausgrabungen durch ein Team von Archäologen intensiviert werden.

## Burgkomplex

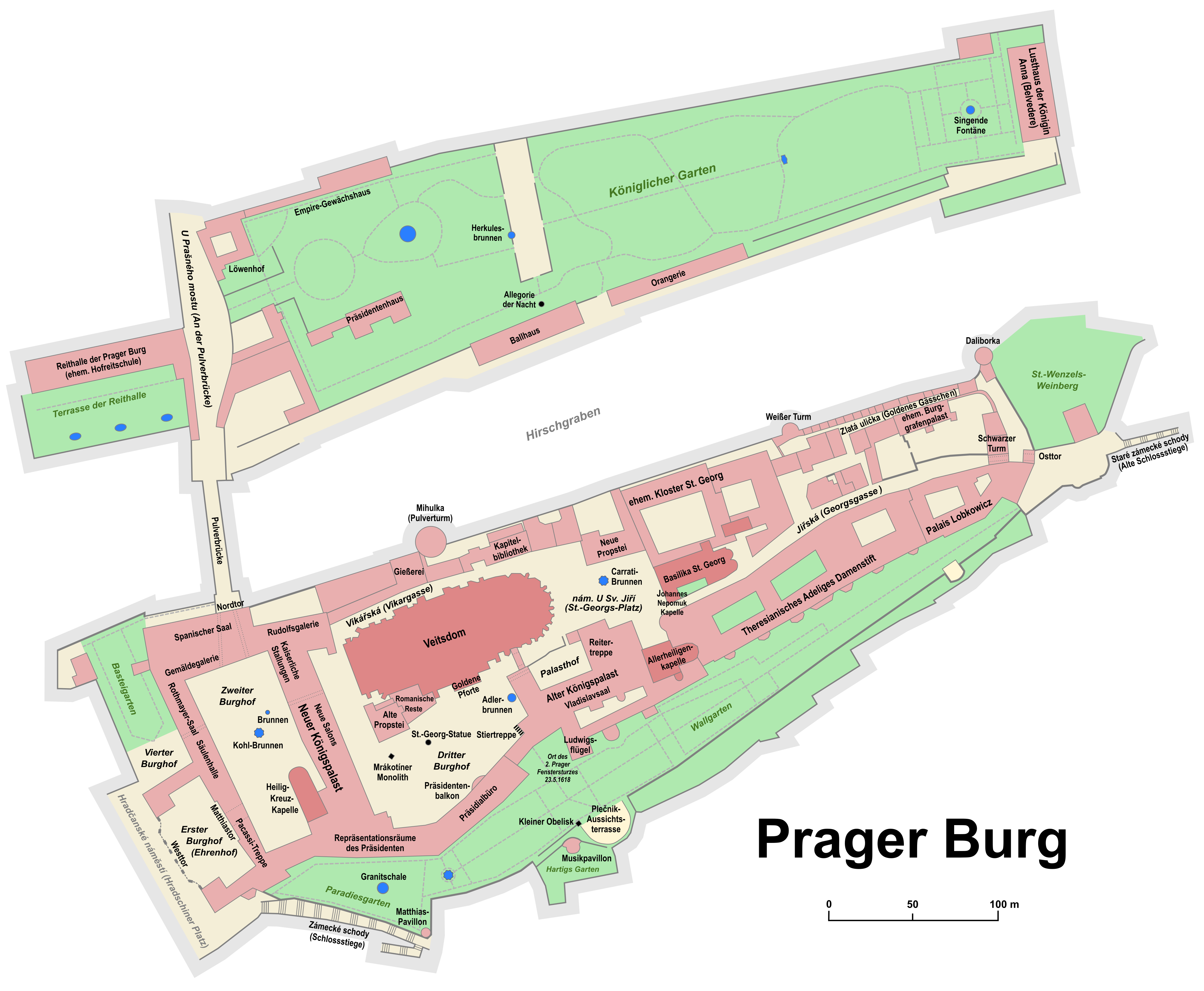
Karte der Prager Burg

Die Burg ist mit rund 2 Millionen Besuchern pro Jahr (Stand 2024) das meistbesuchte Baudenkmal Tschechiens.
Das Burgareal ist in vier Burghöfe unterteilt, zu denen noch náměstí U Svatého Jiří (St.-Georgs-Platz) und im östlichen Teil die Straße Jiřská (Georgsgasse) hinzukommen. Vom Hradschiner Platz im Westen gelangt man durch ein monumentales Eingangsportal in den Ersten Burghof (Ehrenhof) und von dort durch das Matthiastor in den Zweiten Burghof. Der Zweite Burghof wird von den Flügeln des Neuen Königspalastes mit einer schlichten klassizistischen Fassade umschlossen. Vom Hradschiner Platz aus kann man auch direkt in den Vierten Burghof mit dem Basteigarten gelangen. Die Brücke Prašný most (Pulverbrücke) über den Hirschgraben ermöglicht den Zugang zum Burgareal von Norden, sie führt zum Eingangsportal des Zweiten Burghofs. Von Süden gelangt man vom Wallgarten über die Stiertreppe direkt in das Zentrum der Prager Burg, in den Dritten Burghof mit dem Veitsdom. Vom Dritten Burghof führt am Alten Königspalast vorbei der Weg zum St.-Georgs-Platz mit der St.-Georgs-Basilika und weiter in östlicher Richtung durch die Straße Jiřská zum Osttor, dem östlichen Zugang zur Burg. Zum Osttor kann man von der Kleinseite aus über die Alte Schlossstiege hinaufsteigen.

### Touristische Ziele
Zum Burgkomplex gehören folgende Gebäude und Objekte:
- das monumentale Eingangsportal am Westeingang vom Hradschiner Platz mit den Statuen der kämpfenden Giganten. Vor dem Eingangsportal finden die zeremoniellen Wachablösungen der Burgwache statt.
- das barocke Matthiastor (Matyášova brána) von 1614 zwischen dem ersten und zweiten Burghof
- der Neue Königspalast (Nový královský palác) im westlichen Teil der Burg
- die barocke Heilig-Kreuz-Kapelle (Kaple svatého Kříže) im zweiten Burghof
- die Gemäldegalerie der Prager Burg (Obrazárna Pražského hradu) im zweiten Burghof mit Werken von Rubens, Tizian und anderen
- der barocke Kohl-Brunnen von 1686 in der Mitte des zweiten Burghofs
- der gotische Veitsdom, das Wahrzeichen der Prager Burg, mit der Wenzelskapelle und der Kronkammer mit den böhmischen Kronjuwelen im dritten Burghof
- Alte Propstei (Staré proboštství) im dritten Burghof
- der Mrákotíner Monolith, ein Obelisk zum Gedenken an die Opfer des Ersten Weltkriegs im dritten Burghof
- die St.-Georg-Statue (Socha svatého Jiří) von 1371 auf einem Brunnen von Jože Plečnik im dritten Burghof
- der Alte Königspalast (Starý královský palác) mit dem gotischen Vladislavsaal im dritten Burghof
- die Allerheiligenkapelle (Kostel Všech svatých) östlich des Alten Königspalastes
- die spätmittelalterliche Burgbefestigung an der Nordseite über dem Hirschgraben mit den drei Wehrtürmen Mihulka, Weißer Turm und Daliborka aus dem 15. Jahrhundert
- das Goldene Gässchen (Zlatá ulička) mit Häuschen aus Gotik und Renaissance, wo 1917 in Haus Nr. 22 vorübergehend Franz Kafka wohnte
- die romanische St.-Georgs-Basilika (Klášter svatého Jiří) mit den Türmen Adam und Eva am St.-Georgs-Platz
- Neue Propstei (Nové proboštství) am St.-Georgs-Platz
- Theresianisches Adeliges Damenstift (Tereziánský ústav šlechtičen) in der Straße Jiřská, im ehemaligen Palais Rosenberg, gegründet 1753 von Maria Theresia
- der ehemalige Burggrafenpalast (Staré purkrabství), heute Spielzeugmuseum mit der größten privaten Spielzeugsammlung der Welt
- der Schwarze Turm (Černá věž) beim östlichen Burgtor
- Palais Lobkowicz (Lobkowiczký palác), Privatmuseum mit einem Teil der Kunstsammlungen der Fürstenfamilie Lobkowitz beim östlichen Burgtor (öffentlich zugänglich)
- Räume des Präsidenten und staatliche Repräsentationsräume im Neuen Königspalast, sie sind größtenteils nicht öffentlich zugänglich. Einige Räume, wie z. B. der Spanische Saal, der größte und prunkvollste Saal auf der Burg, werden jedoch zu besonderen Anlässen der Öffentlichkeit zugänglich gemacht. Traditionell sind dies die Nationalfeiertage am 8. Mai und 28. Oktober.

### Gärten der Prager Burg
Rund um die Burg befinden sich die Gärten der Prager Burg. Auf der Südseite, direkt unterhalb der Burgmauer, sind es der Wallgarten, der Paradiesgarten und der Hartigs Garten. Auf der Nordseite, durch den Hirschgraben vom Burgareal getrennt, befindet sich der größte Garten, der von Kaiser Ferdinand I. gegründete Königliche Garten mit dem im 16. Jahrhundert im Renaissancestil erbauten Lusthaus der Königin Anna und der bronzenen Singenden Fontäne. Am Südhang der Burg im Stadtteil Kleinseite befinden sich die terrassenförmig angelegten und miteinander verbundenen Palastgärten unter der Prager Burg. Östlich des Burgareals, oberhalb der Alten Schlossstiege liegt St.-Wenzels-Weinberg.

### Allgemein
nach Autoren alphabetisch geordnet 
- Klára Benešovská u. a.: The story of Prague Castle. Prague Castle Administration, Prague 2003, ISBN 80-86161-73-0 (Englische Ausgabe des tschechischen Begleitbuches zur Dauerausstellung über die Geschichte der Prager Burg im Alten Königspalast).
- Jan Morávek: Kurzer Führer durch die Prager Burg. Wirtschaftsverwaltung der Prager Burg, 1932.
- Jan Morávek: Die Prager Burg. Führer durch die Prager Burg; aus der Geschichte der Burg. Verlag Orbis, Prag 1929.
- Miloš Pokorný: Die Prager Burg – Brennpunkt der Geschichte. Opus Publishing, London / Slovart, Praha 2014, ISBN 978-3-7845-5351-1.
- Jaroslav Schaller: Beschreibung der königlichen Haupt und Residenzstadt Prag sammt allen darinn befindlichen sehenswürdigen Merkwürdigkeiten. Die Stadt Hradschin, oder das IV. Hauptviertel der Stadt Prag. Geržabeck, Prag 1794 (digitale-sammlungen.de).
- Pavel Vlček u. a.: Umělecké památky Prahy – 4. Pražský hrad a Hradčany [Kunstdenkmäler von Prag – 4. Prager Burg und Hradschin]. Academia, Praha 2000, ISBN 80-200-0832-2 (tschechisch, 521 S.).
- Franz Weller: Die kaiserlichen Burgen und Schlösser in Bild und Wort: Aufgrund von Quellenwerken dargestellt. Hofburg zu Wien über Augarten, Belvedere, Prater …Gödöllő, Ischl …bis über Miramar sind alle kaiserlichen Schlösser erklärt dargelegt. k.k. Hof-Buchdruckerei, Wien 1880, ISBN 0-00-322171-7.

### Einzelne Bauteile
nach Objekten alphabetisch geordnet 
- Sylva Dobalová: Erzherzog Ferdinand II. von Habsburg, das Lusthaus Belvedere und die Fischbehälter im königlichen Garten der Prager Burg. In: Beilage zu Die Gartenkunst 20, 2/2008 (= Habsburg. Das Haus Habsburg und die Gartenkunst). ISBN 978-3-88462-271-1, S. 11–18.
- Thomas Bauer, Jörg Lauterbach, Norbert Nußbaum: Das Gewölbe der Böhmischen Kanzlei auf dem Prager Hradschin. Zum Verständnis gotischer Entwurfs- und Konstruktionsstrategien um 1500. In: INSITU. Zeitschrift für Architekturgeschichte. Band 6 (1/2014), S. 65–80.
- Tomáš Valena: Der Architekturgarten des zwanziger Jahre: Plečniks Gärten am Hradschin. In: Die Gartenkunst. Band 3 (1/1991), S. 49–68.
- Thomas Bauer, Jörg Lauterbach, Norbert Nußbaum: Die Königssäle Wladislaws II. in Buda und Prag. In: INSITU 2018/2, S. 227–242.
- Thomas Bauer, Jörg Lauterbach, Norbert Nußbaum: Arnold von Westfalen und Benedikt Ried. Innovativer Gewölbebau im Dienst frühneuzeitlicher Fürstenhöfe. Mit Seitenblicken auf Parallelentwicklungen im oberdeutschen Sakralbau. Wernersche Verlagsgesellschaft, Worms 2021, ISBN 978-3-88462-405-0, S. 59–64 (Reiterstiege), S. 44–59 (Wladislaw-Saal).

### Mittelalter
nach Autoren alphabetisch geordnet 
- Ivana Boháčová: Pražský hrad v období velkomoravském (Die Prager Burg in Großmährischer Zeit). In: Richard Marsina, Alexander Ruttkay (Hrsg.): Svätopluk 894-1994. Nitra 1997, S. 33–40.
- Ivana Boháčová: Zum Befestigungssystem der Přemyslidenburgen (am Beispiel der archäologischen Untersuchungen in der Prager Burg und in Stará Boleslav). In: Joachim Henning, Alexander T. Ruttkay (Hrsg.): Frühmittelalterlicher Burgenbau in Mittel- und Osteuropa. Tagung Nitra 7.–10. Oktober 1996. Bonn 1998, S. 37–47.
- Ivana Boháčová:  Das archäologische Areal auf dem III. Hof der Prager Burg und seine Bedeutung für die Erforschung der Chronologie Mittelböhmens im frühen Mittelalter (Archeologický areál III. nádvoří Pražského hradu a jeho význam v kontextu studia chronologie středních Čech). In: Luděk Galuška, Pavel Kouřil, Zdeněk Měřínský (Hrsg.): Velká Morava mezi východem a západem. Großmähren zwischen West und Ost. Sborník příspěvků z mezinárodní vědecké konference Uherské Hradiště, Staré Město 28. September–1. Oktober 1999. Spisy archeologického ústavu AV ČR Brno 17. Brno 2001, S. 69–75.
- Castrum Pragense 1. Praha 1988.
- Castrum Pragense 2. Praha 1999.
- Ivan Borkovský: Pražský hrad v dobe premyslovských knížat (Die Prager Burg zur Zeit der Premyslidenfürsten). Academia, Prag 1969 (mgh-bibliothek.de [PDF]).
- Tomáš Durdík, Petr Chotěbor: Zur Gestalt des romanischen Palas der Prager Burg. In: Schloß Tirol. Saalbauten und Burgen des 12. Jahrhunderts in Mitteleuropa. Forschungen zu Burgen und Schlössern 4. München/Berlin 1998, S. 197–204.
- Jan Frolík: Prague Castle – 70 Years of Archaeological Excavations. In: Čeněk Staňa, Lumír Poláček (Hrsg.): Frühmittelalterliche Machtzentren in Mitteleuropa. Mehrjährige Grabungen und ihre Auswertung. Symposion Mikulčice 5.-9. September 1994. Internationale Tagungen in Mikulčice 3. Spisy Arch. Ústavu AV ČR Brno 6. Brno 1996, S. 159–166.
- Jan Frolík: Nejstarší církevní architektura na Pražském hradě – současný stav poznání (Zur ältesten Kirchenarchitektur auf der Prager Burg – gegenwärtiger Erkenntnisstand). In: Luděk Galuška, Pavel Kouřil, Zdeněk Měřinský (Hrsg.): Velká Morava mezi východem a západem. Großmähren zwischen West und Ost. Sborník příspěvků z mezinárodní vědecké konference Uherské Hradiště, Staré Město 28. September – 1. Oktober 1999. Spisy archeologického ústavu AV ČR Brno 17. Brno 2001, S. 107–113.
- Jan Frolík, Milena Bravermanová: Die Prager Burg. In: Alfried Wieczorek, Hans-Martin Hinz (Hrsg.): Europas Mitte um 1000. Band 1. Stuttgart 2000, S. 376–378.
- Jan Frolík, Jana Maříková-Kubková, Eliška Růžičková, Antonín Zeman: Nejstarší sakrální architektura Pražského hradu. Výpověď archeologických pramenů (Die ältesten Kirchenbauten der Prager Burg aufgrund der archäologischen Quellen). Castrum Pragense 3. Praha 2000.
- Jan Frolík, Zdeněk Smetánka: Archeologie na Pražském hradě. Praha/Litomyšl 1997.
- František Kašička: Staré purkrabství Pražského hradu – výsledky poslední stavebně historické analýzy (Der Alte Burggrafenpalast in der Prager Burg – Ergebnisse der letzten bauhistorischen Analyse). In: Archaeologia historica 14, 1989, S. 203–212.
- František Kašička: Ze starší historie Ústavu šlechtičen na Pražském hradě (Aus der älteren Geschichte des Instituts der Edelfrauen auf der Prager Burg). In: Archaeologia historica 22, 1997, S. 129–144.
- Dobroslav Líbal: Stavební vývoj Starého paláce Pražského hradu do husitských válek do úrovně Vladislavského sálu (Bauentwicklung des Alten Palastes der Prager Burg bis zu den Husittenkriegen und bis zum Niveau des Wladislawschen Saales). Castellologica bohemica 7, 2000, S. 61–74.
- Mediaevalia Archaeologica 3. Praha 2001.
- Jiří Sláma: Hrob K1 na Pražském hradě (Das Grab K1 auf der Prager Burg). Studia Mediaevalia Pragensia 4. Praha 1999, S. 117–122.
- Katerina Tomková: Noch einmal zu den Anfängen der Prager Burg (Ještě jednou k pocátkům Pražského hradu). In: Jana Kubková, Jan Klápště, Martin Ježek, Petr Meduna u. a. (Hrsg.): Život v archeologii středověku (Das Leben in der Archäologie des Mittelalters). Festschrift M. Richter und Z. Smetánka. Praha 1997, S. 630–638.